# Carlo Ludovico Bragaglia
Carlo Ludovico Bragaglia (Frosinone, 8 luglio 1894 – Roma, 3 gennaio 1998) è stato un regista, sceneggiatore e fotografo italiano.
Regista prolifico, Bragaglia portò nel cinema italiano l'amore per il nonsense e il surreale e moduli di lavoro di tipo efficientista, già comuni negli altri paesi ma ancora sconosciuti in Italia, dove il cinema continuava ad avere connotazioni artigianali.

## Biografia

### Origini, formazione ed esordi
Terzogenito di Francesco Bragaglia (direttore generale della Casa di produzione Cines) e della nobildonna romana Maria Tassi-Visconti, il nome che gli venne imposto, Carlo Ludovico, era quello di un illustre zio di sua madre, Carlo Ludovico Visconti, esponente della famiglia romana di archeologi e artisti (tra questi anche Ennio Quirino, archeologo e letterato, esponente del Neoclassicismo e console della Repubblica Romana negli anni 1798-99). Frequentò le scuole elementari a Frosinone, poi si trasferì con tutta la famiglia paterna a Roma, in via di Ripetta; frequentò con gran profitto gli studi classici, ginnasio e liceo, ed anche alcuni anni all'Università degli Studi di Roma La Sapienza per la facoltà di giurisprudenza, negli anni immediatamente precedenti la prima guerra mondiale. Quindi come sottotenente d'artiglieria partecipò alla Grande Guerra, il 12 luglio 1916 sul monte Cum fu gravemente ferito e fu decorato con la Medaglia di Bronzo al Valor Militare. Per aver riportato la frattura delle costole, fu a lungo ricoverato all'ospedale militare del Celio, venendo riconosciuto "Grande Mutilato di seconda categoria", e nominato, in seguito, cavaliere di Vittorio Veneto.
Iniziò, insieme al fratello Arturo, come fotografo e ritrattista di dive del cinema: sono di quel tempo le immagini mirabili di Lyda Borelli e di Leda Gys, di Francesca Bertini e di Italia Almirante Manzini, i numerosi ritratti d'arte di artisti insigni, poeti, giornalisti (basti ricordare Lucio D'Ambra e Marco Praga, Luigi Pirandello e Filippo Tommaso Marinetti, Giorgio De Chirico e Alfredo Casella). Il suo spirito innovativo ebbe particolare fortuna già con la fotografia. Fu lui il primo a realizzare pose con chiome al vento (con l'aiuto di primordiali ventilatori), e a "registrare" languidi sorrisi, furtivi ammiccamenti, svenevoli espressioni delle dive del cinema muto. Proprio in questo periodo prese parte, col fratello Anton Giulio, al movimento futurista, inventando la Fotodinamica.
Nel 1918 con il fratello Anton Giulio fondò la Casa d'arte Bragaglia, punto d'incontro di pittori, scultori e cineasti. Quattro anni dopo, sempre con il fratello, fondò il Teatro degli Indipendenti, dedicato all'avanguardia e alla sperimentazione, dove tra il 1922 e il 1930 firmò oltre venti regie teatrali. A partire dal 1930 si dedicò al cinema, che proprio in quel periodo passò dal muto al sonoro. Entrò alla Cines come fotografo: passò quindi al montaggio, alla sceneggiatura ed ai documentari. Esordì come regista nel 1933 con O la borsa o la vita, tratto dall'omonima commedia radiofonica, nel quale fuse come espressione artistica audaci esperimenti di contaminazione di diversi moduli dell'avanguardia. In seguito, a Bragaglia venne consentito di realizzare unicamente opere commerciali, cui diede però la sua esperienza e la sua sicura mano di regista.

### Telefoni bianchi
Divenne maestro del filone dei telefoni bianchi specializzandosi particolarmente nel genere comico. Ma la rilevanza, se non altro commerciale, dei suoi film, è documentata dal fatto che egli si trovò a dirigere negli anni trenta gli attori più importanti dell'epoca. Conservò inalterata la capacità di evadere dalle catene commerciali con La fossa degli angeli definito dal Filmlexicon il suo capolavoro.

### Apogeo
Nel 1939 firmò Animali pazzi, secondo film interpretato da Totò e primo dei sei che la coppia realizzò insieme. Si cimentò in vari generi, anche se ebbe successo soprattutto con le commedie brillanti. Oltre a Totò, Carlo Ludovico Bragaglia diresse i più importanti attori italiani fra i quali i fratelli De Filippo (Eduardo, Titina e Peppino in Non ti pago!), Vittorio De Sica (Un cattivo soggetto) e Aldo Fabrizi (I quattro moschettieri).
Negli anni cinquanta diresse anche qualche commedia televisiva negli studi della Rai di Roma. Fu il patrigno del produttore Gianni Buffardi, che finanziò le ultime tre pellicole dirette dal regista.

### Ultimi anni

Carlo Ludovico Bragaglia durante l'incontro con gli studenti del Centro sperimentale di cinematografia nel 1988

Abbandonò il cinema negli anni sessanta, dopo aver firmato 64 film in 30 anni di attività; nell'ultima parte della sua vita si dedicò soprattutto alla poesia.
A novantaquattro anni, nell'autunno del 1988, Bragaglia tenne una conferenza al Centro Sperimentale di Cinematografia di Roma.
Nel 1994, in occasione del suo centesimo compleanno, presenziò alla retrospettiva che gli fu dedicata dal Festival di Locarno. La sua ultima fatica fu un documentario sull'isola di Capri, che amò particolarmente.
Morì il 3 gennaio 1998, all'età di 103 anni. È sepolto nel cimitero del Verano di Roma.

## Filmografia

### Regista

#### Cinema
- Tarquinia (1932)
- O la borsa o la vita (1933)
- Non son gelosa (1933)
- Un cattivo soggetto (1933)
- Quella vecchia canaglia (1934)
- Frutto acerbo (1934)
- Amore (1935)
- La fossa degli angeli (1937)
- Belle o brutte si sposan tutte... (1939)
- Animali pazzi (1939)
- L'amore si fa così (1939)
- Un mare di guai (1939)
- Pazza di gioia (1940)
- Alessandro, sei grande! (1940)
- Una famiglia impossibile (1940)
- La forza bruta (1941)
- Il prigioniero di Santa Cruz (1941)
- Barbablù (1941)
- Due cuori sotto sequestro (1941)
- La scuola dei timidi (1941)
- Se io fossi onesto (1942)
- Violette nei capelli (1942)
- La guardia del corpo (1942)
- Non ti pago! (1942)
- Casanova farebbe così! (1942)
- Fuga a due voci (1943)
- La vita è bella (1943)
- Non sono superstizioso... ma! (1943)
- Il fidanzato di mia moglie (1943)
- Tutta la vita in ventiquattr'ore (1943)
- Torna... a Sorrento (1945)
- Lo sbaglio di essere vivo (1945)
- Pronto, chi parla? (1945)
- Albergo Luna, camera 34 (1946)
- La primula bianca (1947)
- L'altra (1947)
- Totò le Mokò (1949)
- Il falco rosso (1949)
- Totò cerca moglie (1950)
- Le sei mogli di Barbablù (1950)
- Figaro qua, Figaro là (1950)
- 47 morto che parla (1950)
- L'eroe sono io (1951)
- Una bruna indiavolata (1951)
- Il segreto delle tre punte (1952)
- Don Lorenzo (1952)
- A fil di spada (1952)
- Orient Express (1954)
- La cortigiana di Babilonia (1954)
- Il falco d'oro (1955)
- Lazzarella (1957)
- La Gerusalemme liberata (1957)
- La spada e la croce (1958)
- Io, mammeta e tu (1958)
- Tuppe tuppe, Marescià! (1958)
- Caporale di giornata (1958)
- Le cameriere (1959)
- Annibale, co-regia di Edgar G. Ulmer (1959)
- Gli amori di Ercole (1960)
- Le vergini di Roma, co-regia con Vittorio Cottafavi (1961)
- Pastasciutta nel deserto (1961)
- Ursus nella valle dei leoni (1962)
- I 4 monaci (1962)
- I quattro moschettieri (1963)

#### Televisione
- La foresta pietrificata (1957)

## Albero genealogico
|                          |              |                                | Genitori            |  |  | Nonni |  |  | Bisnonni |  |  | Trisnonni |  |
|                          |              |                                |                     |  |  |       |  |  | …        |  |  | …         |  |
|                          |              |                                |                     |  |  |       |  |  | …        |  |  | …         |  |
|                          |              | …                              |                     |  |  |       |  |  | …        |  |  |           |  |
| Antonio Bragaglia        |              |                                |                     |  |  |       |  |  | …        |  |  |           |  |
|                          |              | …                              | …                   |  |  |       |  |  |          |  |  |           |  |
|                          |              | …                              | …                   |  |  |       |  |  |          |  |  |           |  |
|                          |              | …                              | …                   |  |  |       |  |  |          |  |  |           |  |
| Francesco Bragaglia      |              | …                              |                     |  |  |       |  |  |          |  |  |           |  |
|                          |              | …                              | …                   |  |  |       |  |  |          |  |  |           |  |
|                          |              | …                              | …                   |  |  |       |  |  |          |  |  |           |  |
|                          |              | …                              | …                   |  |  |       |  |  |          |  |  |           |  |
| Carmine Stella           |              | …                              |                     |  |  |       |  |  |          |  |  |           |  |
|                          |              | …                              | …                   |  |  |       |  |  |          |  |  |           |  |
|                          |              | …                              | …                   |  |  |       |  |  |          |  |  |           |  |
|                          |              | …                              | …                   |  |  |       |  |  |          |  |  |           |  |
| Carlo Ludovico Bragaglia |              | …                              |                     |  |  |       |  |  |          |  |  |           |  |
|                          | Ubaldo Tassi | …                              |                     |  |  |       |  |  |          |  |  |           |  |
|                          | Ubaldo Tassi | …                              |                     |  |  |       |  |  |          |  |  |           |  |
|                          | Ubaldo Tassi | …                              |                     |  |  |       |  |  |          |  |  |           |  |
| Emidio Tassi             | Ubaldo Tassi |                                |                     |  |  |       |  |  |          |  |  |           |  |
|                          |              | …                              | …                   |  |  |       |  |  |          |  |  |           |  |
|                          |              | …                              | …                   |  |  |       |  |  |          |  |  |           |  |
|                          |              | …                              | …                   |  |  |       |  |  |          |  |  |           |  |
| Maria Tassi-Visconti     |              | …                              |                     |  |  |       |  |  |          |  |  |           |  |
|                          |              | Ennio Quirino Visconti iuniore | Alessandro Visconti |  |  |       |  |  |          |  |  |           |  |
|                          |              | Ennio Quirino Visconti iuniore | Alessandro Visconti |  |  |       |  |  |          |  |  |           |  |
|                          |              | Ennio Quirino Visconti iuniore | …                   |  |  |       |  |  |          |  |  |           |  |
| Bianca Maria Visconti    |              | Ennio Quirino Visconti iuniore |                     |  |  |       |  |  |          |  |  |           |  |
|                          |              | …                              | …                   |  |  |       |  |  |          |  |  |           |  |
|                          |              | …                              | …                   |  |  |       |  |  |          |  |  |           |  |
|                          |              | …                              | …                   |  |  |       |  |  |          |  |  |           |  |
|                          |              | …                              |                     |  |  |       |  |  |          |  |  |           |  |